# Tragic Error
Tragic Error est un groupe belge de new beat formé en 1988 par Patrick De Meyer. Ce groupe a eu plusieurs noms : Fatal Error, Patrick De Meyer, Roger Squire.

## Discographie

### Albums
Les singles de Tragic Error apparaissent souvent sur des compilations (New Beat Take 4 et 5, This Is Only A Test! - Acid!, etc.), mais il n'y a pas d'albums connus à ce jour.

### Singles
- Iuhaha (1988)
- Klatsche In Die Hände (1989)
- Tanzen (1989)
- Ich Liebe Dich (1990)
- Umbaba (1990)
- Last Flight Of The Prophet (1992)
- The Frog (1992)
- Legalize It? (1996)
- Tanzen - Herr President (2005)